# Teorema di Baglini
Il teorema Baglini è una congettura secondo la quale il grado di irresponsabilità delle proposte di un partito o di un leader politico è inversamente proporzionale alle sue possibilità di accedere al potere. Lo affermò nel 1986 Raúl Baglini, allora deputato dell'Unione Civica Radicale.

## Il teorema
Esistono diverse varianti del teorema, ovvero:
- Quanto più si è lontani dal potere, tanto più irresponsabili sono le dichiarazioni politiche; più ci si avvicina, più diventano sensate e ragionevoli.[2]
- Quando un gruppo si avvicina al potere, ammorbidisce le sue posizioni critiche nei confronti del governo.[2]
- Le convinzioni dei politici sono inversamente proporzionali alla loro vicinanza al potere.[2]
- Quanto più è vicino al potere, tanto più conservatore diventa un gruppo politico.[2]
- Più un politico si avvicina al potere, più è difficile che mantenga le promesse elettorali.

Le espressioni di Baglini sono state sintetizzate come un "teorema" dal giornalista Horacio Verbitsky.